# Caroline La Villa
Pour les articles homonymes, voir villa (homonymie).
Caroline La Villa est une footballeuse française évoluant au poste de milieu de terrain née le 12 février 1992.

## Biographie
Lors de la saison 2018-2019, elle est déléguée club de l'UNFP au sein du LOSC.
En juin 2021, après un an de formation au CNF Clairefontaine, elle est diplômée du DESJEPS mention football. 

### En club
- Championne d'Europe U19 en 2010
- Challenge National U19 Féminin en 2011

## Note et référence
1. ↑  (en) « Fiche de Caroline La Villa », sur fifa.com
2. ↑  « Vos délégués clubs 2018-2019 », Profession footballeur, le magazine de l'UNFP, no 19,‎ janvier 2019, p. 35 (lire en ligne [PDF])
3. ↑  Théo Bresson, « Diplôme d'Etat Supérieur JEPS mention Football - Liste des diplômés » , sur fff.fr, 15 juin 2021 (consulté le 29 mai 2022)